# Ryżak (owady)

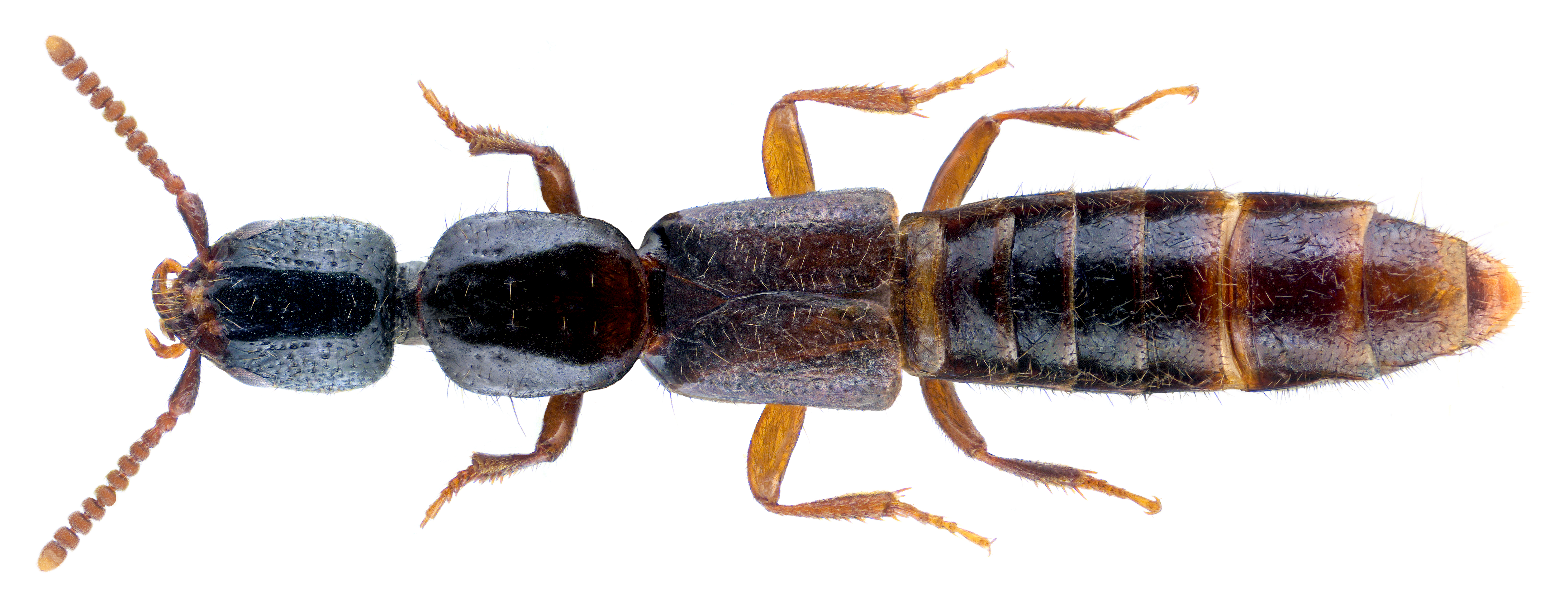
Ryżak mrówkożer

Ryżak (Gyrohypnus) – rodzaj chrząszczy z rodziny kusakowatych i podrodziny kusaków.
Rodzaj ten został wprowadzony w 1819 roku przez Williama Elforda Leacha.
Chrząszcze o silnie wydłużonym ciele. Głowa ma słabo widoczne, płytkie, silnie zbieżne ku tyłowi zewnętrzne bruzdy czołowe oraz spłaszczone, słabo zaokrąglone, bardzo silnie i szorstko punktowane z podłużną, gładką linią skronie. Dłuższe od głowy czułki mają nasadowy człon maczugowaty, a człony od czwartego wzwyż niespłaszczone. Głaszczki szczękowe mają dobrze wykształcony człon końcowy. Przedplecze ma boczny brzeg w przedniej połowie długości zagięty w dół i daleko przed przednimi biodrami połączony z dolną krawędzią epipleury przedtułowia. Samiec ma gruszkowaty aparat kopulacyjny z dużymi, po stronie wewnętrznej delikatnie owłosionymi paramerami.
Przedstawiciele rodzaju występują w krainach: palearktycznej, nearktycznej, neotropikalnej i australijskiej. Zasiedlają rozkładające się szczątki organiczne, np. pryzmy kompostowe i odchody, gdzie polują na małe bezkręgowce, szczególnie larwy muchówek. W Polsce stwierdzono 4 gatunki (zobacz też: kusakowate Polski).
Należy tu 15 opisanych gatunków:
- Gyrohypnus angustatus Stephens, 1833 – ryżak synantrop
- Gyrohypnus atratus (Heer, 1839) – ryżak mrówkożer
- Gyrohypnus campbelli Smetana, 1982
- Gyrohypnus ebneri (Scheerpeltz, 1925)
- Gyrohypnus fracticornis (O. Müller, 1776)
- Gyrohypnus fuscipes (Linné, 1758)
- Gyrohypnus libanoticus Bordoni, 1984
- Gyrohypnus liebei (Scheerpeltz, 1926)
- Gyrohypnus marginalis (Wollaston, 1862)
- Gyrohypnus ochripennis (Eppelsheim, 1892)
- Gyrohypnus peyerimhoffi Coiffait, 1956
- Gyrohypnus sichuanensis Zheng, 1995
- Gyrohypnus silvanus (Peyerimhoff, 1917)
- Gyrohypnus wagneri (Scheerpeltz, 1926)
- Gyrohypnus wutaishanensis Bordoni, 2000